# André Fauvel
Pour les articles homonymes, voir Fauvel.
André Fauvel, né le 14 avril 1902 à Valognes dans la Manche et mort le 22 janvier 1983 à Locminé dans le Morbihan, est un évêque catholique français, évêque de Quimper et Léon de 1947 à 1968.

## Biographie
André Fauvel passe toute son enfance à l'hôtel Grandval, l'ancienne demeure de Barbey d'Aurevilly.
Au terme de ses études secondaires à l'institut Saint-Paul de Cherbourg, il entre au séminaire et est ordonné prêtre le 29 juin 1925 pour le diocèse de Coutances.
Il commence son ministère comme professeur de philosophie à l'institut Saint-Lô d’Agneaux avant d’être nommé vicaire à Cherbourg. En 1930, il se voit confier la direction des œuvres diocésaines, chargé de la jeunesse féminine, puis l'aumônerie de la paroisse universitaire au sein de laquelle il acquiert rapidement une réputation « d'éveilleur d'âmes ». Il est nommé chanoine en 1937.
En 1939, il s'engage comme aumônier militaire au 8e RI. Il reprend ensuite son ministère auprès de la jeunesse rurale chrétienne. Il brave alors les autorités allemandes qui l'ont sommé de leur livrer les noms des responsables de la JAC dont il assure la diffusion clandestine du bulletin en zone occupée.
Le 24 avril 1947, Pie XII  le nomme évêque de Quimper et Léon. Il est consacré en la cathédrale de Coutances par le cardinal Roques, archevêque de Rennes. Il favorise la renaissance de l'abbaye de Landévennec à partir de 1950, participe aux cérémonies de béatification du père Maunoir en 1951. Il a surtout le souci d'évangéliser différemment des populations qui déjà « semblent disposées à se passer de religion », dans certains milieux sociaux. Il met en avant l'action sociale avec l'Action catholique spécialisée et prête grande attention au monde du travail. Il réorganise son diocèse avec la fondation de treize nouvelles paroisses.
Il se retire relativement jeune, le 28 février 1968, à l'âge de 65 ans, à cause d'une artériosclérose qui le handicape lourdement ; il reçoit alors le titre d'évêque titulaire (ou in partibus) d'Abthugni.
Il meurt le 21 janvier 1983 et est inhumé à Ker Maria, près de Vannes, dans le Morbihan où il s’était retiré à la maison-mère des Filles de Jésus.